# Werner Penzel

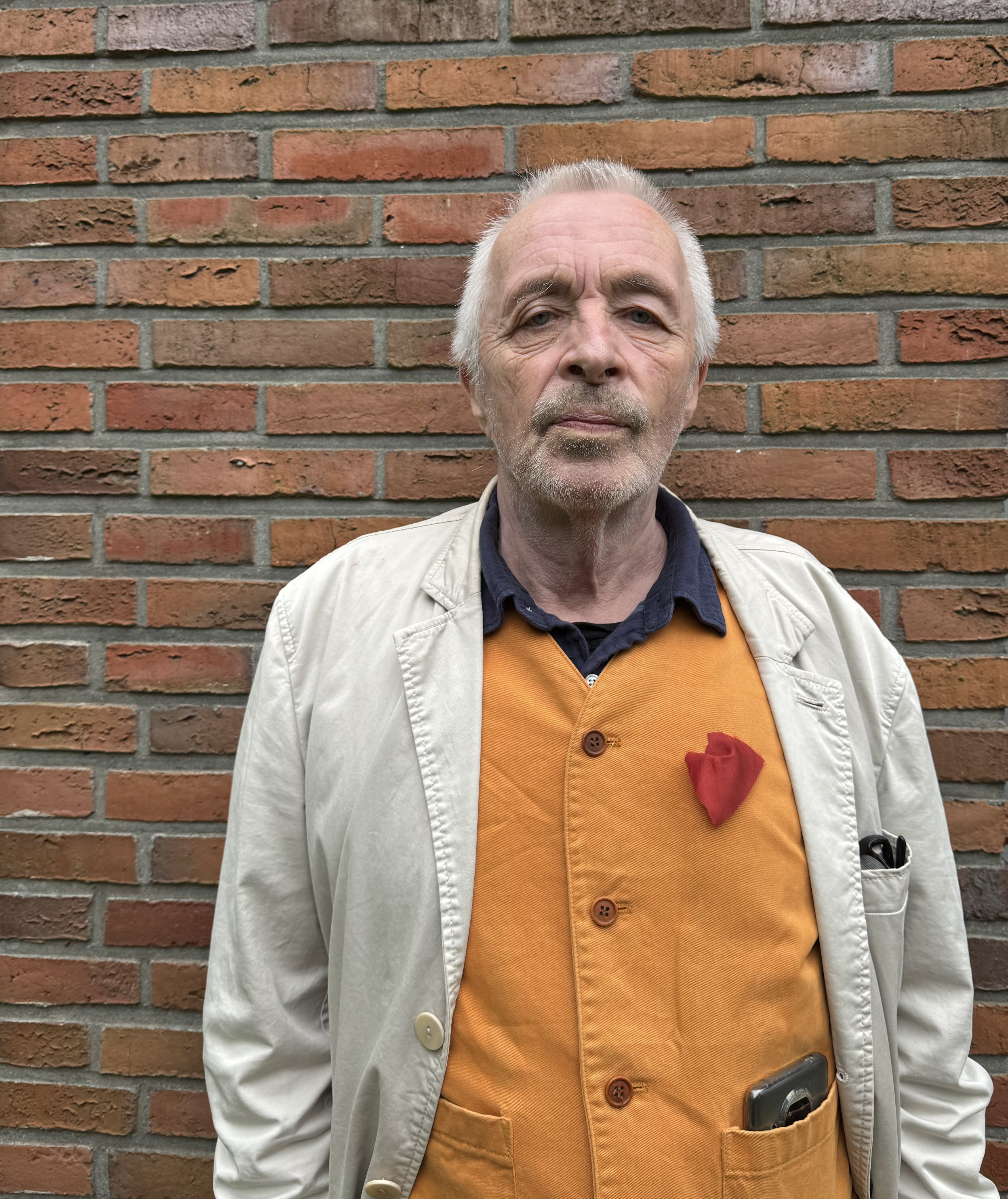
Werner Penzel, 2024

Werner Penzel (* 1950 in Bad Rappenau; † 1. Dezember 2024) war ein deutscher Regisseur und Dokumentarfilmer.

## Leben
Penzel studierte an der HFF München. In den 1970er Jahren arbeitete er unter anderem mit den Theatergruppen Oficina in Rio de Janeiro und Living Theatre in Europa. Er reiste durch Nordafrika, Indien und Japan, wo er einige Zeit in den Zen-Klöstern Eihei-ji und Antai-ji verbrachte.
1987 gründete er mit Nicolas Humbert die Filmproduktion CineNomad, von der die „Zelluloid-Improvisation“ Step Across the Border über die Musik von Fred Frith (1990, besondere Erwähnung beim Europäischen Filmpreis im selben Jahr in Glasgow) und das von den Regisseuren „Cinepoem“ genannte Kinowerk Middle of the Moment (1995) – ebenfalls mit Musik von Fred Frith – stammen.
2016 wurde sein Dokumentarfilm Zen for Nothing mit Sabine Timoteo uraufgeführt und mit dem Berner Filmpreis in der Kategorie Dokumentarfilm ausgezeichnet. Penzel war mit der japanischen Photographin und Dokumentarfilmregisseurin Ayako Mogi verheiratet.

## Filmografie
- 1969: Heibfest
- 1971: Nellis Laden
- 1972: Heisse Luft
- 1973: Haiku
- 1974: Tamfez
- 1974: Umbanda Magic Theatre
- 1975: Brot & Zirkus
- 1976: Babaji & Dokri Maa
- 1979: Vagabunden Karawane (mit Embryo)
- 1981: Heartbeat (mit Dein Kopf ist ein schlafendes Auto)
- 1982: Krampus
- 1983: Piraten der Stille
- 1984: Sterben zu Füssen der Brüder
- 1986: Abschied vom Hass
- 1988: Lani und die Seinen
- 1987–1990: Step Across the Border
- 1990–1995: Middle of the Moment
- 1993–1999: Three Windows
- 1997: Null Sonne. No Point
- 1999: One Last Glimpse
- 1999: Why Should I Buy a Bed When All That I Want Is Sleep
- 2004: Brother Yusef
- 2016: Zen for Nothing